# Nanocristal

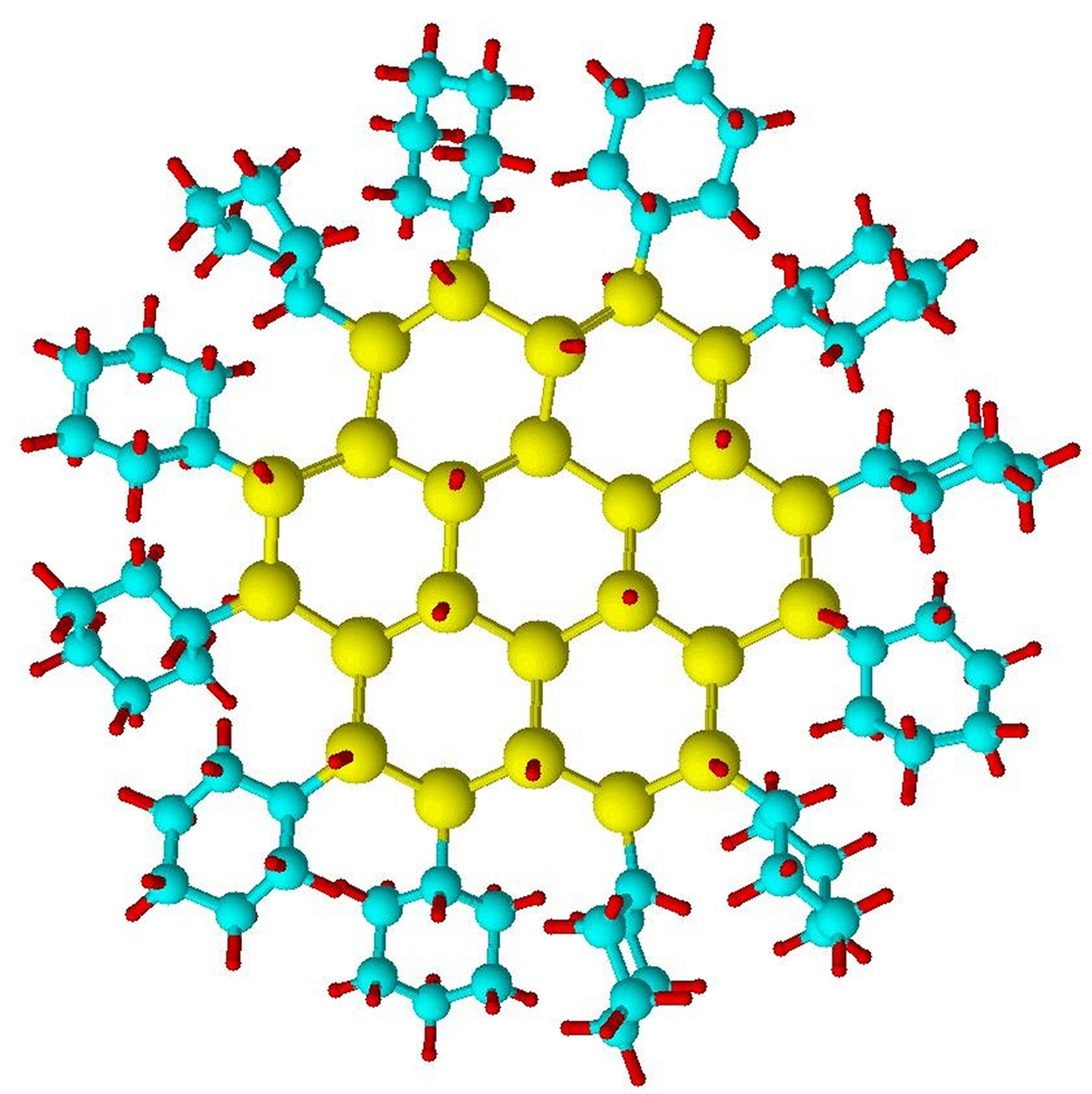
Un modèle structurel d'un nanocristal de silicium typique (jaune) stabilisé dans une coque organique de cyclohexane (bleu).

Un nanocristal est un monocristal dont au moins une des dimensions est inférieure à 100 nm. 
Pour les nanocristaux de semi-conducteurs, pour des dimensions inférieures à 10 nm on parle souvent aussi de point/boite quantique (ou quantum dot, ou encore qdot).  

## Effet induit par l'échelle nanométrique
À cause de sa petite taille, il se comporte comme un puits de potentiel qui confine les électrons dans trois dimensions, dans une région d'une taille de l'ordre de la longueur d'onde des électrons selon (de Broglie), soit quelques nanomètres dans un semi-conducteur. 
Ils sont à comparer aux fils quantiques (en deux dimensions) et aux puits quantiques en une dimension.
À cause du confinement, les électrons du nanocristal ont des niveaux d'énergie discrets et quantifiés, de façon similaire à un atome. 
Pour cette raison les nanocristaux sont parfois appelés « atomes artificiels ». 
Les niveaux d'énergie peuvent être contrôlés par le changement de la taille et de la forme du nanocristal, ainsi que par la profondeur du potentiel.

## Nanocristal de semi-conducteur
Un nanocristal semi-conducteur présente un élargissement de la bande interdite (band-gap en anglais) lorsque sa taille décroit à l'échelle du nanomètre, ce qui lui confère de nouvelles propriétés optique et électroniques par rapport au matériau massif. Ces propriétés varient pour un même matériau en fonction de la taille et de la forme de la particule. 
Un tel cristal présente des propriétés de fluorescence qui le rendrait intéressant pour de nouvelles formes d'imagerie moléculaire, mais en raison de sa taille, il pose cependant probablement des problèmes de toxicité (nanotoxicité) telle qu'il semble pour l'instant difficile à utiliser en imagerie médicale (sauf sur culture cellulaire, hors du corps). 
Les nanocristaux semi-conducteurs présentent aussi des propriétés optiques linéaires et non linéaires. Ainsi, lorsqu'ils sont combinés à un autre matériau pour former un matériau composite, ils peuvent présenter un effet de champ local. Par exemple, un milieu diélectrique tel que le verre auquel on a ajouté des particules d'or nanocristallines présentera un pic d'absorption dans le vert vers 530 nm. À cette longueur d'onde, les lignes de champ semblent attirées vers l'intérieur de la nanoparticule: c'est le confinement diélectrique. 
Un nanocristal entouré d'un ligand judicieusement choisi peut cibler certaines molécules d'intérêt, ainsi il pourrait être envisagé d'utiliser des nano-vecteurs de médicaments,. Quand il absorbera un photon, ce photon fera passer un électron dans la bande de conduction en faisant un trou dans la bande de valence, créant une paire électron-trou dite exciton. Cet exciton se recombinera ensuite en libérant un photon de fluorescence que l'on observera avec un filtre approprié à sa longueur d'onde et un matériel d'amplification lumineuse. 
Les nanocistaux de semi-conducteurs ont quelques caractéristiques les rendant intéressants pour l'imagerie moléculaire, :
- leur coefficient d'absorption est plus élevé que ceux des colorants organiques aujourd'hui utilisés ;
- ils sont plus stables (éclairés, ils peuvent continuer à émettre une lumière fluorescente durant plusieurs minutes, voire pour certains plusieurs heures) que les colorants organiques (qui photoblanchissent (c.-à-d. perdent leur capacité de fluorescence) dans les quelques secondes suivant leur éclairement ;
- ils ont de bons rendement de fluorescence (jusqu'à 80 % de la lumière absorbée est rendue sous forme de fluorescence) ;
- les plus petits émettent dans le bleu et les plus « gros » dans le rouge ; ceux émettant dans le proche infrarouge (dans une gamme de 650  à   900 nm) sont particulièrement intéressants en imagerie médicale car leur émission n'est pas ou peu absorbée par les tissus vivants ;
- on sait de mieux en mieux les solubiliser dans l'eau et les conjuguer à des molécules-cibles via des ligands organiques qu'on leur a préalablement associés.

Un autre domaine d'application est les diodes électroluminescentes (light emitting diodes -LEDs),. Dans ce domaine, les nanocristaux permettent d'obtenir une couleur pure de par leur bande d'émission étroite, qu'il est possible de modifier de l'ultraviolet au proche infra-rouge en jouant sur la taille et/ou le matériau constituant.

## Surfusion
La surfusion se définit comme l'état de la matière qui demeure à l'état liquide en dépit du fait que sa température est plus basse que son point de solidification. Un liquide en surfusion se trouve dans un état dit métastable du fait qu'une légère perturbation peut provoquer l'apparition de son état solide. Par exemple, dans le cas de l'eau en surfusion, le fait d'y plonger un cristal de glace va provoquer la croissance de ce cristal qui va s'étendre rapidement à tout le liquide. La taille de ce cristal doit être néanmoins suffisante pour que le phénomène se produise. Un nanocristal de glace constitué seulement de quelques molécules plongé dans de l'eau surfondue fondra tout simplement sans modifier l'état de l'eau. 